# 견본 주택
견본 주택(영어: display home)은 건축업자가 소비자에게 집을 팔기 위해 본보기로 먼저 신축한 집이다. 모델하우스(영어: model home), 구경하는 집, 본보기 집, 본보기 주택 등으로 부르기도 한다. 영어권에서는 견본 주택을 쇼 하우스(영어: show house)라고 지칭한다.

## 대한민국의 견본 주택
대한민국 모델하우스모형 제작 공식 사이트로는 http://maps-center.com 보관됨 2018-12-05 - 웨이백 머신 (맵스센터) , http://mobuild.co.kr 보관됨 2018-12-05 - 웨이백 머신 (모빌드) https://e-model.co.kr (인터넷 모델하우스) 가 있다.
대한민국에서는 보통 아파트 분양에 앞서 임시 가건물로 짓고, 분양이 다 되고 나면 철거하는 경우가 많다.
1970년대 대한민국에 등장하여 소비자들에게 주택 분양 홍보와 전시하는 역할을 했다.
주택건설업자가 주택분양에 앞서 일반에 공개하는 집으로 분양예정주택과 똑같은 모형을 보고 자기 취향에 맞는 주택을 선택할 수 있도록 하는 길잡이 역할과 주택거래를 촉진하는 매체구실을 하고 있으므로 구조로부터 내부장식에 이르기까지 실제 분양주택과 동일하게 건설해야 하는데, 1983년에 구조와 내부시설을 실제와 틀리게 과대 치장하고 분양하지도 않는 고급가구를 진열하는 사례가 있어 실제 입주하는 주택과 견본 주택을 동일하게 건설하도록 제도화하였다.
1990년대 들어서 전시 공간외에 사무·교육·문화·휴식공간을 같이 넣어 영구적인 건축물인 주택문화관으로 만들기도 한다.